# Charlton Reid Beattie

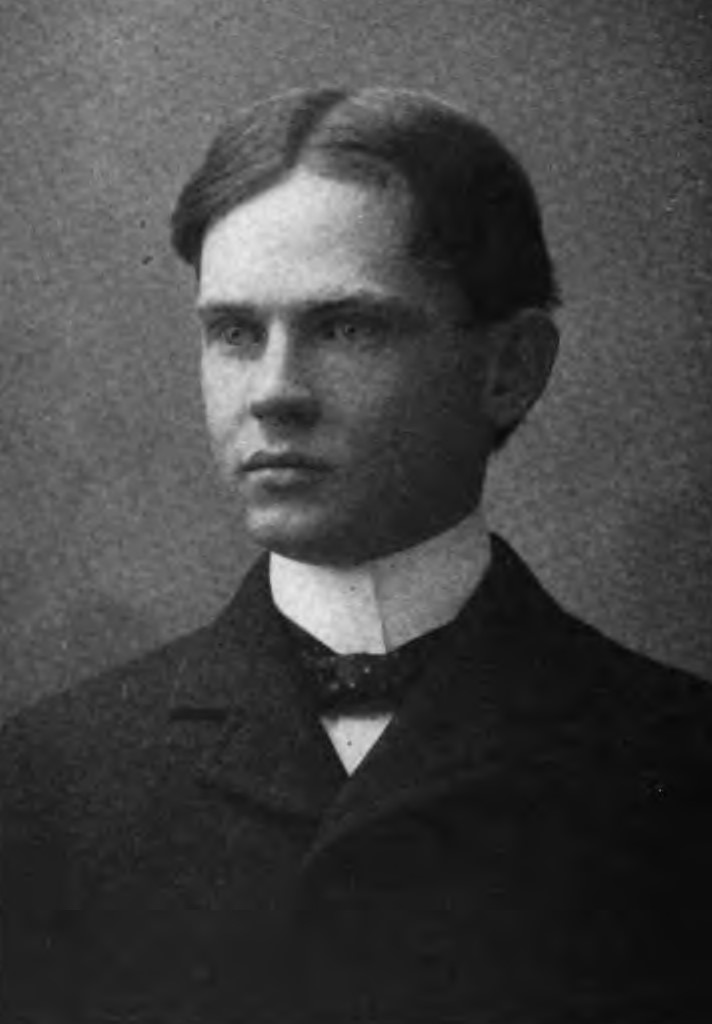
Charlton Reid Beattie (1904)

Charlton Reid Beattie (* 22. April 1869 im Assumption Parish, Louisiana; † 23. August 1925 in Thibodaux, Louisiana) war ein US-amerikanischer Jurist. Nach seiner Berufung durch Präsident Calvin Coolidge fungierte er im Jahr 1925 nur für wenige Monate bis zu seinem Tod als Bundesrichter am Bundesbezirksgericht für den östlichen Distrikt von Louisiana.

## Werdegang
Nach seinem Schulabschluss besuchte Charlton Beattie bis 1889 zunächst die University of Virginia. An deren School of Law erwarb er 1891 den Bachelor of Laws, woraufhin er ab dem folgenden Jahr in Thibodaux als Rechtsanwalt tätig war. Im Jahr 1913 zog er mit seiner Praxis nach Louisiana um. Zuvor war er von 1909 bis 1913 außerdem Bundesstaatsanwalt für den östlichen Distrikt von Louisiana gewesen; sein Nachfolger in dieser Position wurde Walter Guion. Beattie gehörte der Republikanischen Partei an, bekleidete aber nie ein politisches Wahlamt. Im Jahr 1908 bewarb er sich im dritten Wahlbezirk von Louisiana um einen Sitz im Repräsentantenhaus der Vereinigten Staaten, unterlag aber dem demokratischen Amtsinhaber Robert F. Broussard deutlich. Ansonsten war er zeitweise Fakultätsmitglied an der Law School der Tulane University.
Am 13. Januar 1925 wurde Beattie durch Präsident Coolidge als Nachfolger von Rufus Edward Foster – dieser war schon sein Vorgänger als Bundesstaatsanwalt gewesen – zum Richter am United States District Court for the Eastern District of Louisiana ernannt. Nach der Bestätigung durch den US-Senat, die am 19. Januar erfolgte, konnte er zwei Tage darauf sein Amt antreten. Er übte es jedoch nur bis zu seinem Tod am 23. August desselben Jahres in Thibodaux aus. Charlton Beattie wurde auf dem Privatfriedhof der Familie seiner Mutter auf dem Landsitz Madewood bestattet. Sein Sitz am Bundesbezirksgericht fiel an Louis Henry Burns.